# 沙欣3型弹道导弹
沙欣3型（烏爾都語：شاہین‬；意思是白色獵鷹-III），是巴基斯坦開發的固體燃料推進飛彈沙欣系列家族成員，主要用來替換使用較落伍的液體燃料推進而在2000年5月被取消的高里3型彈道飛彈，根據巴基斯坦的前首席科學家阿卜杜勒·卡迪爾·汗表示沙欣系列主要由巴基斯坦的太空高層大氣委員會以及NESCOM共同研發。